# Национальная комиссия, осуществляющая государственное регулирование в сферах энергетики и коммунальных услуг
Национальная комиссия, осуществляющая государственное регулирование в сферах энергетики и коммунальных услуг (укр. Національна комісія, що здійснює державне регулювання у сферах енергетики та комунальних послуг, НКРЕКП) — является государственным коллегиальным органом, подчиненным Президенту Украины и подотчётным Верховной Раде Украины. Комиссия учреждена Указом Президента Украины № 715/2014 от 10 сентября 2014 года. Данная комиссия была создана на замену ликвидированным в августе 2014 года Национальной комиссии, осуществляющей государственное регулирование в сфере энергетики и Национальной комиссии, осуществляющей государственное регулирование в сфере коммунальных услуг
. Комиссия является органом государственного регулирования деятельности в сферах энергетики и коммунальных услуг.
В соответствии с Указом Президента, комиссия:
1. участвует в формировании и обеспечении реализации единой государственной политики в сферах функционирования рынков электрической энергии, природного газа, нефти и нефтепродуктов, в сферах теплоснабжения, централизованного водоснабжения и водоотвода, переработки и захоронения бытовых отходов;
2. обобщает практику применения законодательства по вопросам, относящимся к её компетенции, разрабатывает и вносит в установленном порядке предложения по совершенствованию законодательства;
3. представляет Президенту Украины, Верховной Раде Украины ежегодный отчёт о результатах своей деятельности и публикует его на своём веб-сайте;
4. осуществляет лицензирование хозяйственной деятельности в сферах электроэнергетики, теплоснабжения, централизованного водоснабжения и водоотвода и в нефтегазовом комплексе в соответствии с требованиями действующего законодательства;
5. разрабатывает и утверждает разного плана инструкции, планы, условия, алгоритмы и другие нормативно-правовые акты на выполнение поставленных задач,
6. устанавливает цены (тарифы) на электрическую энергию, тарифы на поставку природного газа и газа (метана) угольных месторождений, другие тарифы.
7. осуществляет другие полномочия согласно с Указом Президента.

Члены Комиссии: Герус Андрей Михайлович, Евдокимов Владимир Анатольевич, Ковалив Юлия Игоревна, Машляковский Руслан Леонидович, Тарасюк Валерий Владимирович, Ткаченко Андрей Геннадьевич.

## Председатели комиссии
- Владимир Васильевич Демчишин (27 августа 2014 года — 3 декабря 2014 года)[6][7]
- Ковалив Юлия Игоревна и.о. (с 04 декабря 2014 года[8] — 30 декабря 2014 года)
- Вовк Дмитрий Владимирович (и. о. 30 декабря 2014 — 29 июня 2015, 29 июня 2015 — июнь 2018)
- Кривенко Оксана Александровна (июнь 2018 — 4 ноября 2019)
- Тарасюк Валерий Владимирович (с 4 ноября 2019)[9].